# Basjkaoes
De Basjkaoes (Russisch: Башкаус) is een rivier in de Russische autonome deelrepubliek Altaj en is de belangrijkste zijrivier van de Tsjoelysjman De Basjkaoes ontstaat uit een meertje in het oostelijke deel van het Koerajskigebergte. In de benedenloop stroomt de rivier door een nauwe vallei, die door veel nauwe kloven voert.
De rivier is net als de Tsjoelysjman vanwege de vele stroomversnellingen populair bij rafttoeristen en valt onder de hoogste raftklasse van Rusland.